# Cadlina sparsa
Cadlina sparsa (Odhner, 1921) è un mollusco nudibranchio appartenente alla famiglia Cadlinidae.
Precedentemente era considerato valido il nome Juanella sparsa Odhner, 1921, attualmente sinonimo.